# Krilni center (košarka)
Krilni center (angleško: power forward) je eden od petih standardnih igralnih mest v košarki. Košarkarja, ki igra na mestu oziroma poziciji krilnega centra se imenuje tudi štirka ali štirica, kar se nanaša na zaporedno oznako igralnih mest s števili. Uporablja se tudi izraz mali center, to pa zato ker je pozicija namenjena igralcem, ki so po višini zelo blizu najvišjemu košarkarju, centru. Slednjemu pa je blizu tudi po svoji vlogi na igrišču, saj tudi krilni center igra veliko pod samim košem in tako ni presenečenje, da lahko številni centri igrajo na obeh igralnih pozicijah.

## Vloga krilnega centra
Krilni center ima zelo podobno vlogo kot center, torej igranje v bližini koša ali tik pod njem. Vendar za razliko od centra se zna pomakniti tudi dlje od samega koša in metati od daleč. Veliko igra obrnjen s hrbtom proti košu v igri eden na enega vendar je zmožen zadeti tudi mete dlje od koša. Zato ta pozicija zahteva poleg telesne višine in moči tudi okretnost in koordinacijo. Tako so štirice dobri skakalci, obenem pa znajo zadevati tudi iz večjih oddaljenosti, pogosto celo mete za tri točke.